# Oncopsis omogonis
Oncopsis omogonis är en insektsart som beskrevs av Hajime Ishihara. Oncopsis omogonis ingår i släktet Oncopsis och familjen dvärgstritar. Inga underarter finns listade i Catalogue of Life.